# Mistrovství světa v judu 1981 — muži — polotežká váha (-95kg)
Zápasy v judu na XI. mistrovství světa v kategorii polotěžkých vah mužů proběhly v Maastrichtu, 3. září 1981.

## Finále
| Finále              |                  |
| ------------------- | ---------------- |
| Tengiz Chubuluri    | Tengiz Chubuluri |
| Robert Van de Walle | Tengiz Chubuluri |

## Opravy / O bronz
Do oprav se dostali judisté, kteří během turnaje prohráli svůj zápas s jedním ze dvou finalistů.
| opravy             | opravy             | o bronz            |              |
| ------------------ | ------------------ | ------------------ | ------------ |
| Ricardo Antonio    | Günther Neureuther | Günther Neureuther | Ha Hjong-ču  |
| Günther Neureuther | Günther Neureuther | Günther Neureuther | Ha Hjong-ču  |
|                    | Zbigniew Bielawski | Günther Neureuther | Ha Hjong-ču  |
|                    |                    | Ha Hjong-ču        | Ha Hjong-ču  |
| Bjarni Friðriksson | Bjarni Friðriksson | Roger Vachon       | Roger Vachon |
| Chris Georghiou    | Bjarni Friðriksson | Roger Vachon       | Roger Vachon |
|                    | Roger Vachon       | Roger Vachon       | Roger Vachon |
|                    |                    | Ulf Rettig         | Roger Vachon |

## Pavouk
|   | 1/32                | 1/16                | čtvrtfinále         | semifinále          | finále              |
| - | ------------------- | ------------------- | ------------------- | ------------------- | ------------------- |
| A | Sergio Komornicki   | Günther Neureuther  | Tengiz Chubuluri    | Tengiz Chubuluri    | Tengiz Chubuluri    |
| A | Günther Neureuther  | Günther Neureuther  | Tengiz Chubuluri    | Tengiz Chubuluri    | Tengiz Chubuluri    |
| A | Ricardo Antonio     | Tengiz Chubuluri    | Tengiz Chubuluri    | Tengiz Chubuluri    | Tengiz Chubuluri    |
| A | Tengiz Chubuluri    | Tengiz Chubuluri    | Tengiz Chubuluri    | Tengiz Chubuluri    | Tengiz Chubuluri    |
| A | P. Flaherty         | Johan Lopez         | Zbigniew Bielawski  | Tengiz Chubuluri    | Tengiz Chubuluri    |
| A | Johan Lopez         | Johan Lopez         | Zbigniew Bielawski  | Tengiz Chubuluri    | Tengiz Chubuluri    |
| A | Zbigniew Bielawski  | Zbigniew Bielawski  | Zbigniew Bielawski  | Tengiz Chubuluri    | Tengiz Chubuluri    |
| A | Rune Sundland       | Zbigniew Bielawski  | Zbigniew Bielawski  | Tengiz Chubuluri    | Tengiz Chubuluri    |
| B | Hervé Farinon       | S. Churelbátar      | Ha Hjong-ču         | Ha Hjong-ču         | Tengiz Chubuluri    |
| B | S. Churelbátar      | S. Churelbátar      | Ha Hjong-ču         | Ha Hjong-ču         | Tengiz Chubuluri    |
| B | Ha Hjong-ču         | Ha Hjong-ču         | Ha Hjong-ču         | Ha Hjong-ču         | Tengiz Chubuluri    |
| B | Ranko Miranović     | Ha Hjong-ču         | Ha Hjong-ču         | Ha Hjong-ču         | Tengiz Chubuluri    |
| B | Juri Mladžov        | Miguel Tudela       | Henk Numan          | Ha Hjong-ču         | Tengiz Chubuluri    |
| B | Miguel Tudela       | Miguel Tudela       | Henk Numan          | Ha Hjong-ču         | Tengiz Chubuluri    |
| B | Henk Numan          | Henk Numan          | Henk Numan          | Ha Hjong-ču         | Tengiz Chubuluri    |
| B | Gil Krähenbühl      | Henk Numan          | Henk Numan          | Ha Hjong-ču         | Tengiz Chubuluri    |
| C | Robert Köstenberger | Ulf Rettig          | Ulf Rettig          | Ulf Rettig          | Robert Van de Walle |
| C | Ulf Rettig          | Ulf Rettig          | Ulf Rettig          | Ulf Rettig          | Robert Van de Walle |
| C | Tarik Al-Garíb      | Joe Meli            | Ulf Rettig          | Ulf Rettig          | Robert Van de Walle |
| C | Joe Meli            | Joe Meli            | Ulf Rettig          | Ulf Rettig          | Robert Van de Walle |
| C | Carlos Pacheco      | Károly Kovács       | Venancio Gómez      | Ulf Rettig          | Robert Van de Walle |
| C | Károly Kovács       | Károly Kovács       | Venancio Gómez      | Ulf Rettig          | Robert Van de Walle |
| C | Venancio Gómez      | Venancio Gómez      | Venancio Gómez      | Ulf Rettig          | Robert Van de Walle |
| C | Arthur Mapp         | Venancio Gómez      | Venancio Gómez      | Ulf Rettig          | Robert Van de Walle |
| D | Roger Vachon        | Roger Vachon        | Roger Vachon        | Robert Van de Walle | Robert Van de Walle |
| D | Mark Carew          | Roger Vachon        | Roger Vachon        | Robert Van de Walle | Robert Van de Walle |
| D | Ismaila Ndoye       | Masato Mihara       | Roger Vachon        | Robert Van de Walle | Robert Van de Walle |
| D | Masato Mihara       | Masato Mihara       | Roger Vachon        | Robert Van de Walle | Robert Van de Walle |
| D | Bjarni Friðriksson  | Robert Van de Walle | Robert Van de Walle | Robert Van de Walle | Robert Van de Walle |
| D | Robert Van de Walle | Robert Van de Walle | Robert Van de Walle | Robert Van de Walle | Robert Van de Walle |
| D | Chris Georghiou     | Chris Georghiou     | Robert Van de Walle | Robert Van de Walle | Robert Van de Walle |
| D | Rašid Al-Ali        | Chris Georghiou     | Robert Van de Walle | Robert Van de Walle | Robert Van de Walle |